# Johannes Cladders
Johannes Cladders (Krefeld, 14 settembre 1924 – Krefeld, 6 febbraio 2009) è stato un critico d'arte tedesco, che fu curatore, artista e direttore del museo di Mönchengladbach.

## Vita e lavoro
Dopo la partecipazione alla seconda guerra mondiale Cladders ha studiato a Colonia e Bonn germanistica, letteratura e filosofia. Ha conseguito il PhD nel 1955. Il primo impiego è stato come giornalista.
Nel 1967 a Mönchengladbach ha assunto per 18 anni la direzione dei musei d'arte comunali, prima il vecchio museo in Via Bismarck e dal 1982 al 1985 il nuovissimo Museo Abteiberg. Sotto la sua guida, quest'ultimo ha assunto una notorietà nazionale e internazionale come centro di arte del XX secolo.
È considerato lo scopritore di Joseph Beuys, George Brecht, Robert Filliou e Jannis Kounellis. Per due volte Cladders divenne il curatore ufficiale del Padiglione tedesco alla Biennale di Venezia: 1982 con il trio Gotthard Graubner, Hanne Darboven e Wolfgang Laib e nel 1984 con AR Penck e Lothar Baumgarten. Nel marzo 1985 Cladders andò in pensione.
Cladders è morto, dopo una lunga malattia, il 6 febbraio 2009 a Krefeld, a 84 anni, a casa sua.

## Opere (selezione)
- C wie Caesar : 142 Arbeiten aus den Jahren 1958 - 1991  Inventarbuch der Konrad-Kohlhammer-Stiftung in der Graphischen Sammlung der Staatsgalerie Stuttgart, Inv.-Nr. GVL 379, 1 - 142 in chronologischer Reihenfolge. - Stuttgart: Konrad-Kohlhammer-Stiftung, 1994. - 111 S.
- Walter Grasskamp - Johannes Cladders / (hrsg. von der Kunststiftung NRW). - Köln : DuMont-Literatur-und-Kunst-Verl., 2004. 101 S. ISBN 3-8321-7313-7
- Otto Brües. Eine Untersuchung zur Dichtungs- und Geistesgeschichte der Rheinlande. Univ. Dissertation Bonn 1955

## Letteratura
- Thomas W. Kuhn: Johannes Cladders, Mönchengladbach 2011. 100 S. ISBN 3-936824-33-9
- Susanne Wischermann: Johannes Cladders: Museumsmann und Künstler. Lang, Frankfurt am Main; Berlin; Bern; New York; Paris; Wien 1997. 451 S. (Zugl. Dissertation Univ. Köln 1996) ISBN 3-631-31269-5